# Воюш, Андрей Иванович
Андрей Иванович Воюш (укр. Андрій Іванович Воюш; род. 28 апреля 1976, Дрезден) — украинский хоккеист. Участник чемпионата мира 2000.

## Биография

### Клубная карьера
Начинал профессиональную карьеру в киевском клубе ШВСМ, фарм-клубе местного «Сокола»,  в составе которого отыграл два сезона в высшей лиге России (втором по значимости дивизионе). В сезоне 1995/96 продолжил выступать за команду уже в восточно-европейской хоккейной лиге. Также сыграл два матча за основной состав «Сокола» в межнациональной лиге. После ухода из клуба, продолжил выступать за другие команды ВЕХЛ: в сезоне 1996/97 был игроком ХК «Крижинка», с 1997 по 2002 год выступал за «Беркут-Киев», в составе которого дважды выигрывал лигу в сезонах 1999/00 и 2000/01. Последние годы карьеры провёл в команде АТЭК, выступавшей в чемпионате Украины.

### Карьера в сборной
В составе сборной Украины принимал участие в чемпионате мира 2000 года в Санкт-Петербурге, где сыграл во всех 6 матчах турнира и занял с командой 14 место.
В 2001 году вошёл в студенческую сборную Украины для участия в зимней Универсиде в Закопане, где завоевал со сборной бронзовые медали.

## Настольный хоккей
После ухода из большого хоккея, Воюш серьёзно увлёкся игрой в настольный хоккей. Был одним из организаторов чемпионата Украины и президентом федерации настольного хоккея Украины. В 2005 году принял участие в чемпионате мира в Риге, однако в личном зачёте финишировал на 118 месте из 127, став худшим из представителей Украины. В командном зачёте в составе украинской сборной занял 12 место из 16. В 2008 году сложил с себя полномочия президента ФНХУ по собственному желанию.

## Достижения
- Чемпион ВЕХЛ: 1999/00, 2000/01
- Бронзовый призёр Универсиады: 2001[пол.]